# Alpha (Magic: The Gathering)
 For alternative betydninger, se Alpha (flertydig). (Se også artikler, som begynder med Alpha)
Alpha er titlen på den første serie i samlekortspillet Magic: The Gathering. Serien blev udgivet tirsdag d. 5. august 1993 og indeholder 295 forskellige kort.
| Spil | Spire Denne artikel om spil eller lege er en spire som bør udbygges. Du er velkommen til at hjælpe Wikipedia ved at udvide den. |